# Finnafjörður
Finnafjörður är en fjord i republiken Island. Den ligger i regionen Norðurland eystra, i den nordöstra delen av landet. 
Ett projekt för att skapa en kommersiell djuphavshamn vid Finnafjörður har startats. Sedan år 2004 har en industritomt på 167 ha
avgränsats och skisserats i planen för området. I kommunen Langanesbyggðs översiktsplan är ett område markerat som hamn med 6,3 km långa kajer, delvis med ett djup på över 50 meter.